# Sinagoga centrale di Milano
La sinagoga centrale di Milano, edificata nel 1892, ricostruita nel 1947 ed ancora ristrutturata nel 1997, è il principale luogo di culto della comunità ebraica di Milano. Dal 1993 ha preso il nome di Tempio centrale Hechal David u-Mordechai. È situata in via Guastalla 19.

## Storia

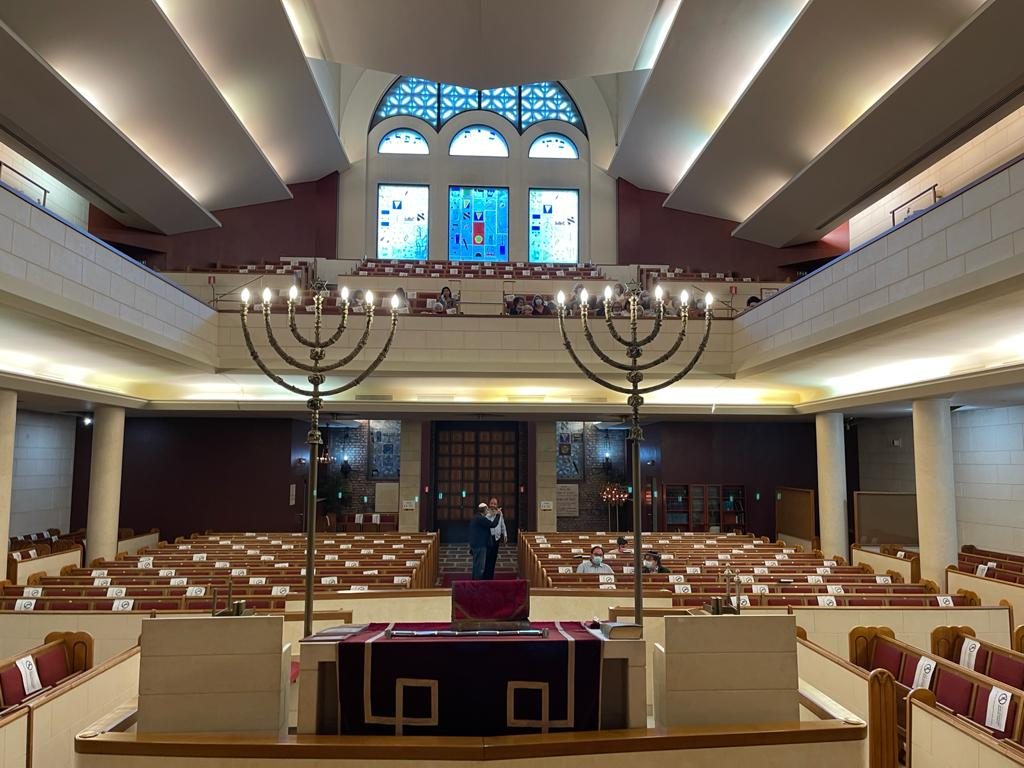
Interno della sinagoga

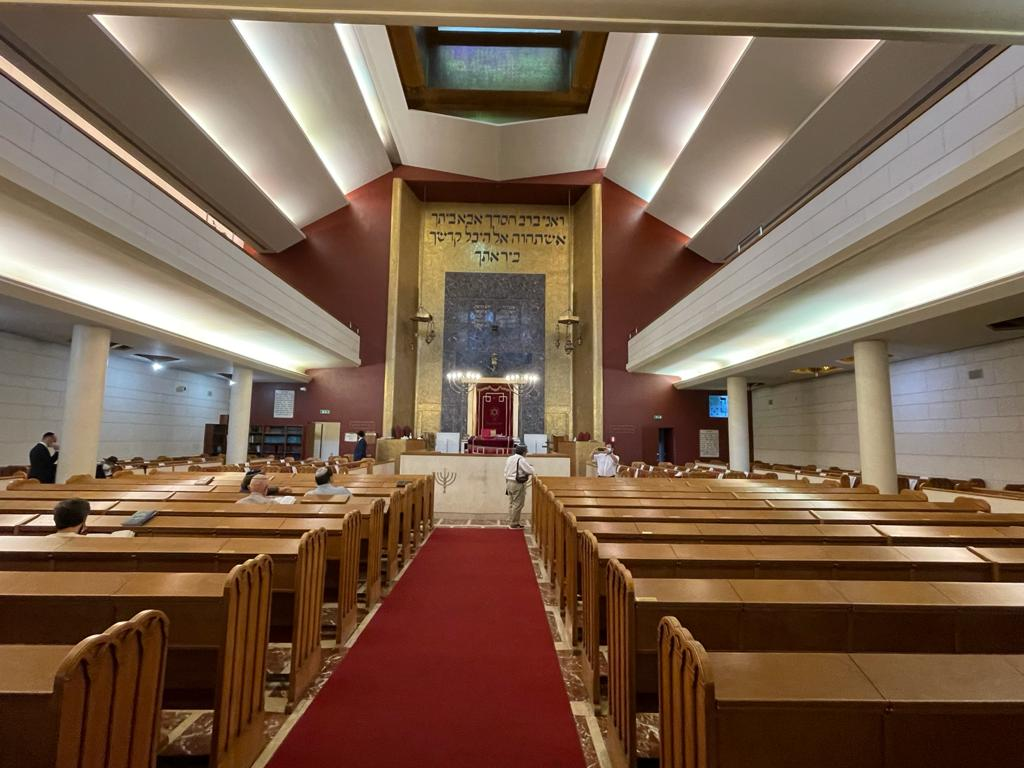
Ingresso della sinagoga

Il rapidissimo sviluppo demografico della comunità ebraica di Milano nell'Ottocento impose la costruzione di una grande sinagoga in luogo del piccolo oratorio di via Stampa 4, dove fino ad allora si era svolto il culto. Come locazione si scelse uno dei nuovi quartieri eleganti della città. Il progetto fu affidato all'architetto Luca Beltrami, notissimo a Milano per opere come la sistemazione di piazza della Scala e i restauri del Castello Sforzesco, che fu affiancato dall'ingegnere Luigi Tenenti. Alla costruzione contribuì anche il nuovo Stato italiano con un prestito a tassi agevolati. L'inaugurazione, cui la stampa locale diede ampia risonanza, avvenne il 28 settembre 1892 con grande concorso di folla, alla presenza delle principali autorità cittadine.
Beltrami disegnò una sinagoga a pianta basilicale, a tre navate, secondo uno schema in voga ai tempi dell'emancipazione. L'alta facciata monumentale, impreziosita da mosaici azzurro e oro, è leggermente rientrata e separata dalla strada da una lunga cancellata. È corrispondentemente divisa in tre sezioni simmetriche. Le due ali laterali, più basse, presentano finestre ad arco decorate. Al centro è il grande portale affiancato da semicolonne e sormontato da un grande arco che giunge ad includere le tre finestre al piano superiore e termina in alto con l'immagine scolpita delle tavole della legge.
Nell'agosto 1943 durante un bombardamento, il tetto della sinagoga fu colpito da spezzoni incendiari che causarono la distruzione pressoché completa dell'edificio. Si salvò soltanto la facciata.
Gli architetti Manfredo D'Urbino e Eugenio Gentili Tedeschi, incaricati della ricostruzione collegarono la superstite facciata del Beltrami ad un edificio a prisma, sormontato da cupola. Sulle pareti furono aperti ventiquattro finestroni, alti e stretti, ad illuminare la sala. L'edificio è movimentato dai tre livelli diversi dati al suo interno; il piano leggermente rialzato della sala di preghiera, su cui si affaccia il matroneo soprelevato, e da cui scende al piano interrato nel quale sono collocati un moderno auditorium (intitolato a Giancarlo Jarach) e un piccolo oratorio (i cui arredi provengono dall'antica sinagoga di Sermide).
Nei locali degli uffici rabbinici contigui alla Sinagoga centrale fu collocato un altro piccolo oratorio (la Schola Carlo e Gianna Shapira), i cui arredi provengono dall'antica sinagoga di Fiorenzuola d'Arda.
La ristrutturazione del Tempio centrale nel 1997, pur conservando i volumi dell'edificio, ne ha profondamente trasformato l'interno, ridisegnato da Piero Pinto e Giancarlo Alhadeff. Sono stati aperti nuovi finestroni sui due lati principali e il soffitto è stato rialzato nella parte centrale del matroneo. Il contrasto tra colori vivaci, rosso ed oro, e colori chiari, bianco e nocciolo, contribuisce ad un effetto di grande luminosità. Ma l'elemento forse più caratterizzante della ristrutturazione è dato dalle vetrate multicolori delle ventitré finestre, opera dell'artista newyorkese Roger Selden, le quali offrono un fantasioso collage di simboli ebraici (tra cui la stella di David, lo shofar, la menorah, il lulav) e di lettere dell'alfabeto ebraico.